# Zbyněk Miklík
Zbyněk Miklík (* 17. února 1975 Boskovice) je český politik, mezi lety 2020 a 2024 náměstek hejtmana Libereckého kraje. Je absolventem (titul Ing.) Mendelovy zemědělské a lesnické univerzity v Brně. V současnosti bydlí v Turnově, kde vykonává funkci zastupitele a radního.

## Osobní a profesní život
Narodil se v jihomoravských Boskovicích, vysokou školu studoval v Brně (Mendelova univerzita, fakulta provozně ekonomická a fakulta informatiky, titul Ing.) a poté působil v Praze. V současnosti žije v Turnově, je ženatý a má 2 děti. Dlouhodobě se věnuje problematice zadávání veřejných zakázek a působil i ve firmě Tender systems s.r.o., který se touto problematikou a poskytováním řešení zabývá.

## Politická kariéra
Od května 2018 je členem České pirátské strany, za kterou dvakrát úspěšně kandidoval ve volbách do obecního zastupitelstva (Turnov) a taktéž se stal členem městské rady.
V krajských volbách v roce 2020 vedl kandidátní listinu Pirátů (Liberecký kraj) a byl zvolen krajským zastupitelem a posléze i náměstkem hejtmana a krajským radním pro ekonomiku, majetek, investice, veřejné zakázky a informatiku. Lídrem kandidátní listiny Pirátů se stal i pro krajské volby v roce 2024, strana však ve volbách neuspěla a do zastupitelstva se nedostal. V listopadu 2024 neúspěšně kandidoval na funkci předsedy Pirátů, avšak neuspěl (v prvním kole získal 209 hlasů a umístil se na třetím místě). Poté se rozhodl ze strany k 11. listopadu 2024 odejít, své rozhodnutí zdůvodnil zejména tím, že se mu nelíbí jednání nového předsedy strany Zdeňka Hřiba.